# Acanthite
Pour les articles homonymes, voir Ag2S.
L’acanthite est un minéral composé de sulfure d’argent de formule Ag2S pouvant contenir des traces de sélénium.

## Inventeur et étymologie
Décrite par G. A. Kenngott en 1855. Du grec ancien ἄκανθα ákantha (« épine »), en allusion à sa forme des cristaux du topotype.

## Topotype
Jáchymov (ex Sankt-Joachimsthal), Ostrov, Krušné Hory (Monts Métallifères), région  de Karlovy Vary, Bohême – Tchéquie.

## Cristallographie

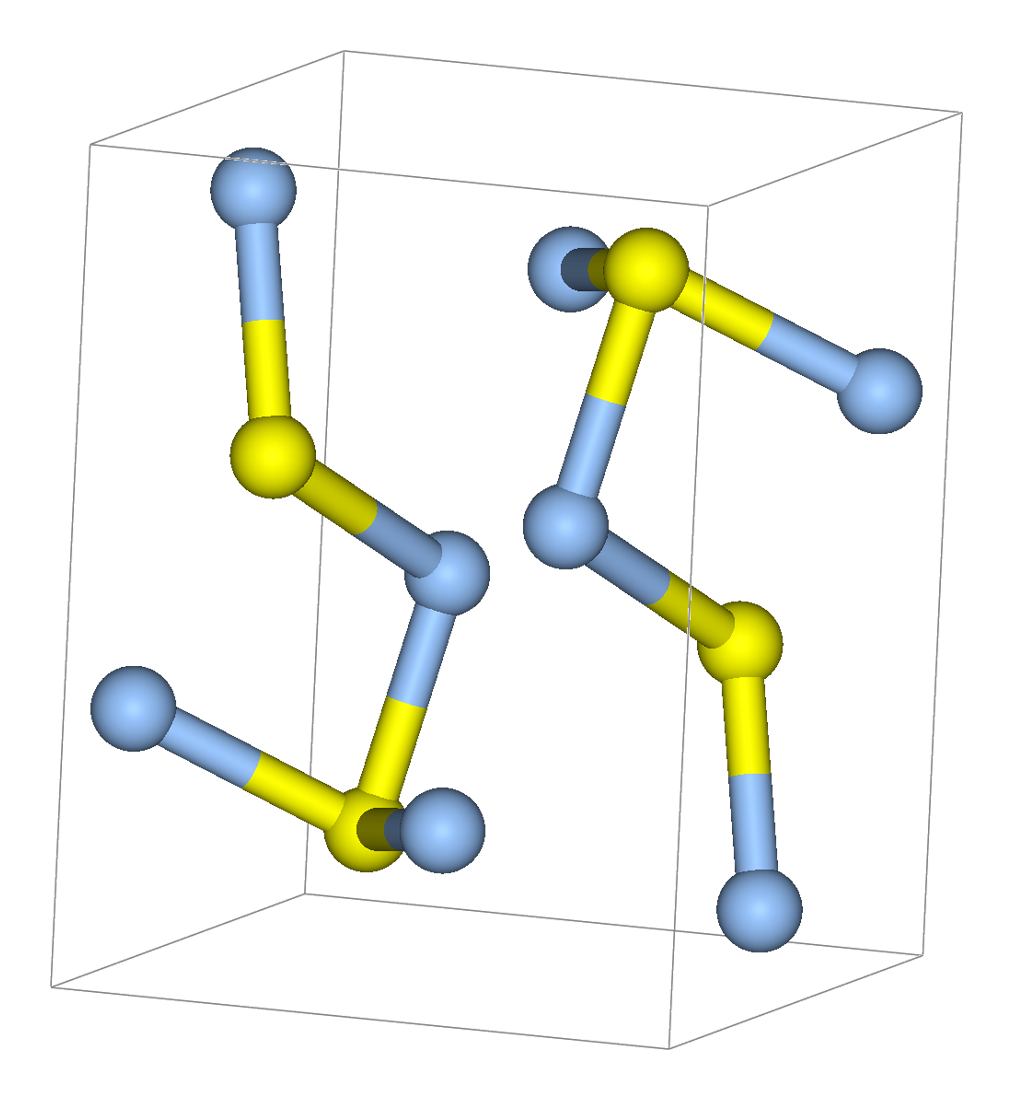
Acanthite, unité cellulaire

Le sulfure d'argent Ag2S se présente sous deux polymorphes :
- acanthite, monoclinique, groupe d'espace P 21/n
- argentite, cubique, groupe d'espace {\displaystyle Im{\bar {3}}m}

La transition entre les deux polymorphes se fait à 179 °C. L'acanthite est la forme stable à basse température. L'argentite n'existe qu'à plus de 179 °C, en dessous elle se transforme petit à petit en acanthite.
- Paramètres de la maille conventionnelle : a = 4,229 Å ; b = 6,931 Å  ; c = 7,862 Å ; Z = 4 ; β = 99,61° ; V = 227,21 Å3.
- Densité calculée : 7,24.

## Gîtologie
- Ag2S a une genèse hydrothermale de température basse et moyenne. L'argentite est souvent associée aux « argents rouges » (proustite et /ou pyrargyrite) et à l'argent métallique et peut co-croître avec la galène dans les « galènes argentifères ».
- L'acanthite se présente normalement comme pseudomorphose d'acanthite sur de l'argentite.
- On a rapporté l'existence d'une phase de température encore plus élevée (Ag2S-I).

## Synonymie
Il existe pour ce minéral de nombreux synonymes :
- Acantite, Akanthite,
- Argentite-β,
- Argent vitreux
- Argyrite, Argyrose
- Daleminzite Pseudomorphose de stéphanite en acanthite ; les cristaux apparemment orthorhombiques ont trompé Breithaupt qui en avait fait une espèce.
- Henkélite [5]

## Gisements remarquables
Ce minéral est assez bien représenté dans le monde : 
- En Amérique du sud : Guanajuato au Mexique et Chañarcillo au Chili.
- En Europe :  Mine d'Himmelfahrt Freiberg[6], et Schneeberg en Saxe Allemagne ; Jáchymov en Tchéquie ; Kongsberg en Norvège ; et au Monte Narba en Italie.
- En France : Les Chanterelles  Brioude Haute-Loire [7]; Lagarde La Bastide-de-Sérou Ariège[8].